# 260906 Robichon
260906 Robichon è un asteroide della fascia principale. Scoperto nel 2005, presenta un'orbita caratterizzata da un semiasse maggiore pari a 2,7781044 UA e da un'eccentricità di 0,2221425, inclinata di 7,46928° rispetto all'eclittica.
È chiamato in onore di Noël Robichon, nato il 5 dicembre 1967 a Parigi, astronomo francese che lavora presso l'Osservatorio di Parigi-Meudon.